# Luleå BK
Luleå Bandyklubb var en bandyklubb i Sverige som bildades 1977, då under namnet Lule-Bandy 77. Verksamheten bedrevs på flera olika platser i Luleå - de sista åren på Sunderbyns IP. A-laget spelade huvudsakligen i division 2 och division 3.

## Historik
Luleå Bandyklubb bildades den 28 mars 1977, då med namnet Lule-Bandy 77. Klubbens verksamhet var redan från början bred, med ungdomsverksamhet på både pojk- och flicksidan. Ett herrlag deltog i seriespel från och med den första säsongen efter bildandet (1977/1978) i dåvarande division 3.
En stor händelse i klubbens tidiga historia var när man 1978 fick förtroendet att arrangera en landskamp mellan Sverige och Finland. Matchen spelades på Delfinens isplan (i anslutning till dagens Coop Norrbotten Arena) i centrala Luleå, som var klubbens hemmaplan under den första tiden.
1988 ändrades klubbens namn till Luleå Bandy. Från och med säsongen 1989/1990 lades a-lagsverksamheten i malpåse, då man valde att fokusera på ungdomsverksamheten under några år. Problem med ordnade förhållanden kring Delfinen gjorde att det var svårt att upprätthålla kvaliteten på träningar och matcharrangemang. Därför flyttade man i samband med denna omstrukturering av verksamheten till Hertsö IP i bostadsområdet Hertsön i Luleås östra delar.
Från och med säsongen 2002/2003 återstartades a-lagsverksamheten då de egna ungdomsleden började ge ett tillräckligt underlag för ett seniorlag igen – till att börja med i samarbete med Svartbjörnsbyns IF från Boden med vilka ett spelarutbyte kunde ske.
Säsongen 2004/2005 flyttades verksamheten återigen, nu till Björkskatans IP, och strax därefter, 2006, var det dags för det sista namnbytet – till Luleå Bandyklubb.
Laget har under hela dess existens huserat i de lägre nivåerna i seriesystemet, division 2 och 3, med deltagande lag från huvudsakligen Norr- och Västerbotten, och ibland från gränstrakterna i norra Finland. De sportsliga framgångarna har varierat, men några framträdande positioner högre upp i seriesystemet har aldrig nåtts. Klubben har under dess existens fått kämpa mot dåliga yttre förhållanden, i avsaknad av konstfrusen is och en för ändamålet anpassad bandyarena.
En sista flytt till Sunderbyns IP, ca 2 mil utanför staden, gav dock något bättre förutsättningar med möjlighet till ismakning med maskiner från den angränsande ishallen. Samma säsong nådde a-laget också sin främsta framgång, åtminstone sedan nystarten 2002/2003. Seriesegern i division 2 Norra Norrland säsongen 2012/2013 blev kulmen på klubbens då 35-åriga historia.
De sista årens spelarrekrytering utgick till stor del från studenter vid Luleå Tekniska Universitet. Trots den sena sportsliga framgången höll verksamheten bara i ytterligare ett par säsonger innan den, i avsaknad av kontinuitet i truppen och i ledarskapet, började vackla och slutligen måste läggas ner. Den sista säsongen med lag i seriespel var 2013/2014.
Efter att verksamheten helt legat nere i nästan ett decennium beslöts vid ett extrainkallat årsmöte den 8 augusti 2024 att föreningen skulle upplösas.